# Wereldkampioenschap superbike van Assen 2015
Het wereldkampioenschap superbike van Assen 2015 was de vierde ronde van het wereldkampioenschap superbike en het wereldkampioenschap Supersport 2015. De races werden verreden op 19 april 2015 op het TT-Circuit Assen nabij Assen, Nederland.

## Superbike

### Race 1
| Pos | Nr  | Rijder               | Constructeur | Rondes | Tijd        | Grid | Punten |
| --- | --- | -------------------- | ------------ | ------ | ----------- | ---- | ------ |
| 1   | 65  | Jonathan Rea         | Kawasaki     | 21     | 33:48.898   | 2    | 25     |
| 2   | 7   | Chaz Davies          | Ducati       | 21     | +1.098      | 4    | 20     |
| 3   | 60  | Michael van der Mark | Honda        | 21     | +4.140      | 5    | 16     |
| 4   | 91  | Leon Haslam          | Aprilia      | 21     | +4.517      | 3    | 13     |
| 5   | 66  | Tom Sykes            | Kawasaki     | 21     | +6.140      | 1    | 11     |
| 6   | 81  | Jordi Torres         | Aprilia      | 21     | +11.007     | 8    | 10     |
| 7   | 112 | Javier Forés         | Ducati       | 21     | +15.029     | 7    | 9      |
| 8   | 1   | Sylvain Guintoli     | Honda        | 21     | +17.718     | 9    | 8      |
| 9   | 18  | Nicolás Terol        | Ducati       | 21     | +22.706     | 12   | 7      |
| 10  | 2   | Leon Camier          | MV Agusta    | 21     | +22.867     | 11   | 6      |
| 11  | 36  | Leandro Mercado      | Ducati       | 21     | +29.884     | 10   | 5      |
| 12  | 15  | Matteo Baiocco       | Ducati       | 21     | +36.816     | 13   | 4      |
| 13  | 40  | Román Ramos          | Kawasaki     | 21     | +37.190     | 15   | 3      |
| 14  | 44  | David Salom          | Kawasaki     | 21     | +46.675     | 16   | 2      |
| 15  | 59  | Niccolò Canepa       | EBR          | 21     | +1:14.271   | 17   | 1      |
| 16  | 23  | Christophe Ponsson   | Kawasaki     | 21     | +1:14.296   | 19   |        |
| 17  | 51  | Santiago Barragán    | Kawasaki     | 21     | +1:15.979   | 20   |        |
| 18  | 75  | Gábor Rizmayer       | BMW          | 20     | +1 ronde    | 23   |        |
| DNF | 86  | Ayrton Badovini      | BMW          | 11     | Uitgevallen | 14   |        |
| DNF | 10  | Imre Tóth            | BMW          | 9      | Uitgevallen | 24   |        |
| DNF | 22  | Alex Lowes           | Suzuki       | 8      | Ongeluk     | 6    |        |
| DNF | 14  | Randy de Puniet      | Suzuki       | 8      | Ongeluk     | 18   |        |
| DNF | 72  | Larry Pegram         | EBR          | 5      | Uitgevallen | 22   |        |
| DNF | 90  | Javier Alviz         | Kawasaki     | 0      | Ongeluk     | 21   |        |

### Race 2
| Pos | Nr  | Rijder               | Constructeur | Rondes | Tijd        | Grid | Punten |
| --- | --- | -------------------- | ------------ | ------ | ----------- | ---- | ------ |
| 1   | 65  | Jonathan Rea         | Kawasaki     | 21     | 33:51.013   | 2    | 25     |
| 2   | 7   | Chaz Davies          | Ducati       | 21     | +0.439      | 4    | 20     |
| 3   | 60  | Michael van der Mark | Honda        | 21     | +2.831      | 5    | 16     |
| 4   | 91  | Leon Haslam          | Aprilia      | 21     | +2.992      | 3    | 13     |
| 5   | 66  | Tom Sykes            | Kawasaki     | 21     | +6.508      | 1    | 11     |
| 6   | 81  | Jordi Torres         | Aprilia      | 21     | +7.092      | 8    | 10     |
| 7   | 1   | Sylvain Guintoli     | Honda        | 21     | +11.190     | 9    | 9      |
| 8   | 112 | Javier Forés         | Ducati       | 21     | +15.636     | 7    | 8      |
| 9   | 22  | Alex Lowes           | Suzuki       | 21     | +16.402     | 6    | 7      |
| 10  | 2   | Leon Camier          | MV Agusta    | 21     | +18.505     | 11   | 6      |
| 11  | 15  | Matteo Baiocco       | Ducati       | 21     | +21.459     | 13   | 5      |
| 12  | 86  | Ayrton Badovini      | BMW          | 21     | +21.977     | 14   | 4      |
| 13  | 44  | David Salom          | Kawasaki     | 21     | +22.082     | 16   | 3      |
| 14  | 36  | Leandro Mercado      | Ducati       | 21     | +22.928     | 10   | 2      |
| 15  | 40  | Román Ramos          | Kawasaki     | 21     | +41.801     | 15   | 1      |
| 16  | 23  | Christophe Ponsson   | Kawasaki     | 21     | +1:06.835   | 19   |        |
| 17  | 90  | Javier Alviz         | Kawasaki     | 20     | +1 ronde    | 21   |        |
| 18  | 75  | Gábor Rizmayer       | BMW          | 20     | +1 ronde    | 23   |        |
| DNF | 59  | Niccolò Canepa       | EBR          | 20     | Uitgevallen | 17   |        |
| DNF | 10  | Imre Tóth            | BMW          | 15     | Uitgevallen | 24   |        |
| DNF | 51  | Santiago Barragán    | Kawasaki     | 11     | Uitgevallen | 20   |        |
| DNF | 72  | Larry Pegram         | EBR          | 7      | Uitgevallen | 22   |        |
| DNF | 14  | Randy de Puniet      | Suzuki       | 5      | Uitgevallen | 18   |        |
| DNF | 18  | Nicolás Terol        | Ducati       | 3      | Ongeluk     | 12   |        |

## Supersport
| Pos | Nr  | Rijder              | Constructeur | Rondes | Tijd        | Grid | Punten |
| --- | --- | ------------------- | ------------ | ------ | ----------- | ---- | ------ |
| 1   | 54  | Kenan Sofuoğlu      | Kawasaki     | 18     | 29:44.434   | 2    | 25     |
| 2   | 16  | Jules Cluzel        | MV Agusta    | 18     | +0.879      | 1    | 20     |
| 3   | 111 | Kyle Smith          | Honda        | 18     | +0.908      | 4    | 16     |
| 4   | 99  | P.J. Jacobsen       | Kawasaki     | 18     | +3.413      | 3    | 13     |
| 5   | 44  | Roberto Rolfo       | Honda        | 18     | +13.968     | 8    | 11     |
| 6   | 87  | Lorenzo Zanetti     | MV Agusta    | 18     | +15.093     | 5    | 10     |
| 7   | 14  | Lucas Mahias        | Kawasaki     | 18     | +18.921     | 7    | 9      |
| 8   | 5   | Marco Faccani       | Kawasaki     | 18     | +22.948     | 9    | 8      |
| 9   | 25  | Alex Baldolini      | MV Agusta    | 18     | +27.274     | 15   | 7      |
| 10  | 84  | Riccardo Russo      | Honda        | 18     | +27.354     | 16   | 6      |
| 11  | 36  | Martín Cárdenas     | Honda        | 18     | +27.488     | 17   | 5      |
| 12  | 61  | Fabio Menghi        | Yamaha       | 18     | +32.056     | 13   | 4      |
| 13  | 6   | Dominic Schmitter   | Kawasaki     | 18     | +44.517     | 14   | 3      |
| 14  | 4   | Gino Rea            | Honda        | 18     | +47.587     | 10   | 2      |
| 15  | 69  | Luigi Morciano      | Honda        | 18     | +1:01.998   | 21   | 1      |
| 16  | 74  | Kieran Clarke       | Honda        | 18     | +1:02.051   | 19   |        |
| 17  | 10  | Nacho Calero        | Honda        | 18     | +1:15.837   | 20   |        |
| 18  | 34  | Ezequiel Iturrioz   | Kawasaki     | 17     | +1 ronde    | 22   |        |
| 19  | 9   | Ratthapark Wilairot | Honda        | 16     | +2 ronden   | 11   |        |
| DNF | 11  | Christian Gamarino  | Kawasaki     | 12     | Ongeluk     | 6    |        |
| DNF | 19  | Kevin Wahr          | Honda        | 12     | Ongeluk     | 12   |        |
| DNF | 68  | Glenn Scott         | Honda        | 9      | Uitgevallen | 18   |        |

## Tussenstanden na wedstrijd

### Superbike
| Pos | Nr | Rijder       | Team     | Punten |
| --- | -- | ------------ | -------- | ------ |
| 1   | 65 | Jonathan Rea | Kawasaki | 190    |
| 2   | 91 | Leon Haslam  | Aprilia  | 140    |
| 3   | 7  | Chaz Davies  | Ducati   | 123    |
| 4   | 66 | Tom Sykes    | Kawasaki | 88     |
| 5   | 81 | Jordi Torres | Aprilia  | 83     |

### Supersport
| Pos | Nr  | Rijder          | Team      | Punten |
| --- | --- | --------------- | --------- | ------ |
| 1   | 54  | Kenan Sofuoğlu  | Kawasaki  | 80     |
| 2   | 99  | P.J. Jacobsen   | Kawasaki  | 55     |
| 3   | 16  | Jules Cluzel    | MV Agusta | 45     |
| 4   | 111 | Kyle Smith      | Honda     | 45     |
| 5   | 87  | Lorenzo Zanetti | MV Agusta | 41     |

1992 · 1993 · 1994 · 1995 · 1996 · 1997 · 1998 · 1999 · 2000 · 2001 · 2002 · 2003 · 2004 · 2005 · 2006 · 2007 · 2008 · 2009 · 2010 · 2011 · 2012 · 2013 · 2014 · 2015 · 2016 · 2017 · 2018 · 2019 · 2021 · 2022 · 2023 · 2024 · 2025